# Isothecium catenulatum
Isothecium catenulatum là một loài rêu trong họ Brachytheciaceae. Loài này được Brid. ex Schrad. Huebener mô tả khoa học đầu tiên năm 1833.